# Otto Oehler
Otto Oehler (* 25. Oktober 1913 in New York City; † 3. März 1941 ebendort) war ein US-amerikanischer Handballspieler.

## Leben und Karriere
Oehler gehörte auf Vereinsebene dem German Sport Club aus Brooklyn an. Mit der US-amerikanischen Nationalmannschaft nahm er am olympischen Feldhandballturnier 1936 teil und wurde lediglich im Auftaktspiel gegen Ungarn (2:7) eingesetzt. Sein jüngerer Bruder Henry Oehler (1916–1991) war ebenfalls Teil der olympischen Handballmannschaft 1936. In den 1930er Jahren arbeitete er als Runner an der New York Stock Exchange (NYSE).